# Vogel Buchverlag
Der Vogel Buchverlag ist ein Fachbuchverlag. Er stellte bis 2014 einen eigenständigen Unternehmensbereich der Vogel Communications Group GmbH & Co. KG mit Sitz in Würzburg dar. Seit Anfang 2015 ist das Buchprogramm den Publishingbereichen mit Schwerpunkten Industrie und Automotive zugeordnet. Die Marke Vogel Buchverlag wurde damit eingestellt, das Programm ist seitdem unter Vogel Fachbücher zusammengefasst.

## Allgemeines
Schwerpunkt des Sortiments des Vogel Buchverlags sind Medien zur beruflichen Aus- und Weiterbildung. Neben Fachbüchern – auch als E-Books – werden elektronische Medien wie CD ROM-Lernprogramme, Apps und Online-Angebote bereitgestellt.
Das Buchportfolio besteht größtenteils aus technischen Fachbüchern und Publikationen zur Aus- und Weiterbildung, darunter Bücher wie „Meisterprüfung im Elektrohandwerk“, „Meisterwissen im Kfz-Handwerk“, „Technologie des Flugzeugs“ oder die „Kamprath-Reihe“ sowie die Reihe „Studienmodule“, die Grundlagenwissen für Studenten an Fachhochschulen und Hochschulen bereitstellen. Die Gesamtauflage umfasst mehr als 7,5 Millionen Exemplare. Hinzu kommen über 450 Lizenzausgaben in über 30 Ländern.
Der Vogel Buchverlag ist überdies im Bereich der Corporate Media aktiv. Angeboten werden Unternehmensbücher, sog. Corporate Books, die in Zusammenarbeit mit dem Vogel Buchverlag produziert und auf Wunsch der Unternehmen über das Vogel-Fachbuchprogramm vermarktet und vertrieben werden. 

## Historie
1937 kann als eigentliches Geburtsjahr des Buchverlags in Pößneck bezeichnet werden. Zu der Zeitschrift „Schuh und Leder“, die in diesem Jahr von Vogel übernommen wurde, entstand neben dem Fachbuchvertrieb eine eigene Fachbuchreihe. Außerdem fanden Ankäufe fremder Objekte statt, darunter u. a. eine Buchreihe aus dem Ernst-Kamprath-Verlag, der 1943 erworben wurde.
Die Kriegs- und Nachkriegsjahre drosselten zunächst die Arbeiten des Verlags. Erst nach dem Standortwechsel nach Würzburg, der bis 1958 andauerte, beschlossen die Verleger 1960 das Fachbuchprogramm wieder aufzunehmen und zu erweitern.
Nach dem Leitsatz „Zur guten Fachzeitschrift das gute Fachbuch“ wurde nun die „Kamprath-Reihe“ auf technisch orientierte Zielgruppen ausgerichtet und das Programm insgesamt stetig erweitert. Das größte Wachstum des Verlags war in den 1970er Jahren zu verzeichnen. Die Themenpalette wurde nun zur Elektronik hin ausgeweitet.
Im Jahre 1980 erschien ein begleitendes Buchprogramm zur Gründung populärtechnischer Zeitschriften mit den Themen Mikroelektronik und Computertechnologie.
Mit der Einführung der Organisationsform der strategischen Geschäftseinheiten 1983 bildete der Fachbuchbereich eine selbstständige Geschäftseinheit mit der Bezeichnung „Vogel Buchverlag Würzburg“.
Das Buchprogramm der Vogel Communications Group umfasst mit rund 20 Neuerscheinungen pro Jahr über 300 lieferbare Titel. Themenschwerpunkte sind Elektrotechnik, Automatisierung, Elektronik, Verfahrenstechnik, Maschinenbau, Labor, Kraftfahrzeugtechnik, Kunststoffe und SHK.
In Österreich wird der Vogel Buchverlag durch Partner vertreten.